# Rhizocarpon effiguratum
Rhizocarpon effiguratum är en lavart som först beskrevs av Martino Anzi, och fick sitt nu gällande namn av Theodor 'Thore' Magnus Fries. Rhizocarpon effiguratum ingår i släktet Rhizocarpon, och familjen Rhizocarpaceae. Arten är reproducerande i Sverige.